# IWGP Heavyweight Championship (versione originale)
La versione originale dell'IWGP Heavyweight Championship (IWGPヘビー級王座?, IWGP hebī-kyū ōza) è stato un titolo mondiale di wrestling della federazione giapponese New Japan Pro-Wrestling. "IWGP" sono le iniziali dell'organo direttivo della NJPW, l'International Wrestling Grand Prix.
Il titolo fu introdotto nel 1983 come riconoscimento per il vincitore del torneo IWGP League 1983. Da allora, la cintura venne difesa annualmente contro il vincitore dell'IWGP League dell'anno. Nel giugno 1987 fu disattivato e sostituito dalla versione moderna dell'IWGP Heavyweight Championship rimasto attivo fino al 2021; la cintura originale IWGP rimase in uso fino al 1997.

## Storia
Il campione inaugurale fu determinato nel corso dell'edizione 1983 dell'IWGP League, un torneo ad eliminazione a 10 partecipanti. Wrestler provenienti da svariate compagnie nel mondo vi parteciparono, inclusi i campioni di altre compagnie (come El Canek, all'epoca UWA World Heavyweight Champion e Otto Wanz, all'epoca CWA World Heavyweight Champion).
Hulk Hogan vinse il torneo sconfiggendo Antonio Inoki per KO. Come risultato, egli divenne il primo IWGP Heavyweight Champion della storia.
Antonio Inoki vinse il titolo nel 1984 e lo difese con successo contro Andrè the Giant e Hulk Hogan nel 1985.
Nel 1986 Inoki rese vacante il titolo, perché voleva lottare nell'IWGP League (il campione in carica era escluso). Nell'edizione del 1986 divenne il primo lottatore a conquistare il titolo per la seconda volta.
Nel 1987 il titolo fu disattivato e venne rimpiazzato dalla sua nuova versione (attiva tra il 1987 e il 2021). Il nuovo titolo IWGP veniva difeso regolarmente, piuttosto che come parte di un torneo.

## Albo d'oro
| #   | Campione      | Regno          | Data           | Giorni | Località        | Evento           | Note |
| --- | ------------- | -------------- | -------------- | ------ | --------------- | ---------------- | --- |
| 1   | Hulk Hogan    | 1              | 2 giugno 1983  | 378    | Tokyo, Giappone | IWGP League 1983 | Hogan sconfisse Antonio Inoki via knockout nella finale dell'IWGP League 1983, diventando il campione inaugurale. |
| 2   | Antonio Inoki | 1              | 14 giugno 1984 | 732    | Tokyo, Giappone | IWGP League 1984 | |
| 2.5 | Vacante       | —              | 16 maggio 1986 |        | —               | —                | Inoki riconsegna il titolo, volendo lottare nuovamente nella IWGP League.                                         |
| 3   | Antonio Inoki | 2              | 19 giugno 1986 | 295    | Tokyo, Giappone | IWGP League 1986 | Inoki sconfigge Dick Murdoch nella finale dell'IWGP League 1986.                                                  |
| 3.5 | Disattivato   | 11 maggio 1987 | —              | —      | —               | —                | Il titolo fu disattivato e sostituito dall'IWGP Heavyweight Championship (1987-2021).                             |

## Regni
| Classifica | Campione      | N. regni | Difese | Giorni totali |
| ---------- | ------------- | -------- | ------ | ------------- |
| 1          | Antonio Inoki | 2        | 2      | 1027          |
| 2          | Hulk Hogan    | 1        | 0      | 378           |